# 더 바
《더 바》(스페인어: El bar)는 2017년 공개된 스페인의 블랙 코미디 스릴러 영화이다. 2017년 제67회 베를린 국제 영화제 경쟁작이다.

## 줄거리
마드리드 시내 중심가의 한 낡은 바에서 단골 손님들이 여느 때처럼 시간을 축내고 있던 아침 9시의 한때. 그중 한 사람이 바를 나서자마자 머리에 총을 맞는다.
한 손님이 아직 몸을 꿈틀거리는 그를 도우려고 용기를 내어 밖을 나가 보지만 역시 머리에 총을 맞는다. 이제 남은 손님들은 바에서 도망칠 엄두조차 내지 못한다. 그렇게 바에 갇힌 손님들이 혼란에 빠진 사이 시체 두 구가 갑자기 홀연히 사라져 버린다.
손님들은 총격의 원인 제공자가 그들 중에 있다고 의심하고 옥신각신하며 서로를 손가락질한다. 이때 상태가 심각해 보이는 한 남자가 화장실에서 나오더니 자신을 만지지 말라고 중얼거린 뒤 사망한다. 이들은 자신들이 이 남성의 전염병 때문에 정부로부터 격리되었다는 걸 깨닫는다.

## 출연진
- 마리오 카사스
- 블랑카 수아레스
- 알레한드로 아와다
- 카르멘 마치
- 테렐레 파베스
- 호아킨 클리멘트
- 세쿤 데라로사
- 하이메 오르도녜스
- 호르디 아길라르

## 기타 제작진
- 배역: 필라르 모야
- 의상: 파올라 토레스
- 음향: 세르히오 부르만
- 음향 편집: 다비드 로드리게스
- 믹싱: 니콜라스 데포울피케트